# Vindula natunensis
Vindula natunensis är en fjärilsart som beskrevs av Hans Fruhstorfer 1906. Vindula natunensis ingår i släktet Vindula och familjen praktfjärilar. Inga underarter finns listade i Catalogue of Life.